# شهرستان آلکسیوسکی (تاتارستان)
شهرستان آلکسیوسکی (به لاتین: Alexeyevsky District) یک شهرستان در روسیه است که در تاتارستان واقع شده‌است.